# Dieriugino (rejon korieniewski)
Dieriugino (ros. Дерюгино) – wieś (ros. деревня, trb. dieriewnia) w zachodniej Rosji, w sielsowiecie puszkarskim rejonu korieniewskiego w obwodzie kurskim.

## Geografia
Miejscowość położona jest nad rzeką Grunia (dopływ Sejmu), 4,5 km od centrum administracyjnego sielsowietu puszkarskiego (Puszkarnoje), 14 km od centrum administracyjnego rejonu (Korieniewo), 96 km od Kurska.

## Demografia
W 2010 r. miejscowość zamieszkiwały 82 osoby.